# Shelley Fabares
Michele Ann Marie Fabares, detta Shelley (Santa Monica, 19 gennaio 1944), è un'attrice e cantante statunitense.

## Biografia
Michele Ann Marie Fabares è nata in California. Sua zia, l'attrice Nanette Fabray, la ispirò nel lanciarsi nel mondo dello spettacolo.
Nel 1955 debutta già nel mondo del cinema comparendo, non accreditata, nel film La ragazza di Las Vegas. All'età di dieci anni partecipa a un episodio del programma televisivo Letter to Loretta.
Negli anni '60 divenne celebre da adolescente per il suo ruolo di Mary Stone nel The Donna Reed Show, a cui ha preso parte dal 1958 al 1964.
Nel 1962 debutta come cantante con il singolo Johnny Angel che raggiunge la vetta della classifica Billboard Hot 100. Sempre negli anni '60 recita in diversi film al fianco di Elvis Presley.
Negli anni '70 recita regolarmente nelle sit-com I bambini del dottor Jamison e Buongiorno, dottor Bedford. Tra il 1978 ed il 1984 la si vede in Giorno per giorno.
Negli anni seguenti continua a recitare, soprattutto con episodi sporadici in serie televisive ma anche in film. Conferma la sua popolarità partecipando alla serie Coach dal 1989 al 1997.
Nel 1994 ha ricevuto il premio Young Artist Award nella categoria "Former Child Star Lifetime Achievement Award".
Dal 2004 al 2011 ha prodotto gli Screen Actors Guild Awards.

### Vita privata
Nel 1964 si è sposata con il produttore cinematografico e discografico Lou Adler. La coppia si è separata due anni più tardi e ha divorziato nel 1980.
Nel 1984 si è sposata con l'attore e produttore Mike Farrell.
Nel 1998 ha avuto un incidente in casa e nel 2000 ha ricevuto un trapianto di fegato.

## Filmografia parziale

### Cinema
- La ragazza di Las Vegas (The Girl Rush), regia di Robert Pirosh (1955) - non accreditata
- Come prima... meglio di prima (Never Say Goodbye), regia di Jerry Hopper e Douglas Sirk (1956)
- Il giglio nero (The Bad Seed), regia di Mervyn LeRoy (1956) - non accreditata
- Un solo grande amore (Jeanne Eagels), regia di George Sidney (1957) - non accreditata
- Vertigine (Marjorie Morningstar), regia di Irving Rapper (1958) - non accreditata
- Ride the Wild Surf, regia di Don Taylor (1964)
- Pazzo per le donne (Girl Happy), regia di Boris Sagal (1965)
- Hold On!, regia di Arthur Lubin (1966)
- Voglio sposarle tutte (Spinout), regia di Norman Taurog (1966)
- Miliardario... ma bagnino (Clambake), regia di Arthur H. Nadel (1967)
- A Time to Sing, regia di Arthur Dreifuss (1968)
- Su e giù per i Caraibi (Hot Pursuit), regia di Steven Lisberger (1987)
- Superman: Brainiac Attacks, regia di Curt Geda (2006) - voce

### Televisione
- The Loretta Young Show – serie TV, 2 episodi (1954-1958)
- Le avventure di Jet Jackson (Captain Midnight) – serie TV, episodio 2x10 (1955)
- Walt Disney Presents: Annette – serie TV, 15 episodi (1958)
- The Donna Reed Show – serie TV, 191 episodi (1958-1965)
- Mr. Novak – serie TV, episodi 1x03-1x14 (1963)
- Sotto accusa (Arrest and Trial) – serie TV, episodio 1x18 (1964)
- Ai confini della realtà (The Twilight Zone) – serie TV, episodio 5x18 (1964)
- La canzone di Brian (Brian's Song) – film TV (1971)
- Two for the Money – film TV (1972)
- I bambini del dottor Jamison (The Little People/The Brian Keith Show) – serie TV, 47 episodi (1972-1974)
- Buongiorno, dottor Bedford (The Practice) – serie TV, 27 episodi (1976-1977)
- Mary Hartman, Mary Hartman (Mary Hartman, Mary Hartman/Forever Fernwood) – serie TV, 2 episodi (1977)
- Giorno per giorno (One Day at a Time) – serie TV, 37 episodi (1978-1984)
- Hello, Larry – serie TV, 3 episodi (1979)
- Highcliffe Manor – serie TV, 6 episodi (1979)
- Mork & Mindy – serie TV, 3 episodi (1980-1981)
- Love Boat (The Love Boat) – serie TV, 3 episodi (1980-1985)
- Memorial Day – film TV (1983)
- The Canterville Ghost – film TV (1985)
- La signora in giallo (Murder, She Wrote) – serie TV, episodi 5x21-5x22 (1989)
- Coach – serie TV, 199 episodi (1989-1997)
- Ordinaria follia (Deadly Relations) – film TV (1993)
- Mamma in prestito (The Great Mom Swap) – film TV (1995)
- Superman - L'ultimo figlio di Krypton (Superman: The Last Son of Krypto) – film TV (1996) - voce
- Superman (Superman: The Animated Series) – serie TV, 10 episodi (1996) - voce

## Discografia
Album
- 1962 - Shelley!
- 1962 - The Things We Did Last Summer
- 1963 - Teenage Triangle (con James Darren e Paul Petersen)
- 1963 - Bye Bye Birdie
- 1964 - More Teenage Triangle
- 1989 - Rare Items And Big Hits (compilation)
- 1994 - The Best of Shelley Fabares (compilation)
- 2005 - Shelley Fabares Johnny Angel (compilation)
- 2009 - Shelley Fabares Meets Paul Petersen
- 2014 - Growing Up-The 1962 Recordings